# Mão de Luva
Mão de Luva é um personagem lendário do período da mineração na história do Brasil que teria, por volta do ano de 1780, fugido da região aurífera de Minas Gerais e atravessado o rio Paraíba do Sul a fim de procurar ouro na região do atual município de Cantagalo. Dizem se tratar de um garimpeiro português de nome Manoel Henriques, mais conhecido pelo apelido de Mão de Luva.
Em Além Paraíba, existe a cerveja artesanal Mão de Luva, que faz referência ao "vilão/mocinho". Fala-se que a receita é um dos tesouros enterrados pelo "forasteiro".

## Lenda
No ano de 1786, Mão de Luva e seu bando teriam sido capturados pelo Sargento-mor Pedro Afonso Galvão de São Martinho, tendo sido levado preso para Vila Rica. 
Em teoria, o garimpeiro teria em sua companhia um bando com cerca de 13 homens brancos e pardos livres, além de 23 escravos. Esses números no entanto, eram provavelmente maiores, visto que esses dados foram obtidos dos relatórios de 1786, ano em que o bando foi desmontado. Uma outra lista em 770, advinda de uma devassa sobre o ouro extraído menciona ainda mais nomes. Durante os anos em que agiu na região, dizem que Mão de Luva teria enterrado preciosos tesouros em algumas grutas.
Acredita-se que o nome da cidade de Cantagalo deve-se ao fato de que a expedição de Pedro Afonso Galvão de São Martinho, cansada de procurar Mão de Luva, teria sido levada ao local de seu acampamento devido ao canto de um galo.
Há quem diga que nas proximidades da Pedra Riscada, em Nova Friburgo, teriam sido encontrados alguns tesouros escondidos por Mão de Luva.

## Obras de ficção
Na telenovela Liberdade, Liberdade, o personagem foi interpretado pelo ator Marco Ricca.